# Loxophyllidae
Famille
Les Loxophyllidae sont une famille de Ciliés de la classe des Gymnostomatea et de l’ordre des Pleurostomatida.

## Étymologie
Le nom de la famille vient du genre type Loxophyllum, dérivé du grec λοξ / lox, oblique, et φυλλ / fyllos, « feuille », en référence à « la forme de feuille oblique (selon Dujardin) » de ce protozoaire.

## Description
Le naturaliste français Félix Dujardin (1801-1860) décrit ainsi le genre type : 

« Genre. Loxophylle. — Loxophyllum.
Animal à corps très déprimé, lamelliforme, oblique, très flexible et sinueux ou ondulé sur les bords ; bouche latérale ; cils en séries parallèles écartées.
Ces Infusoires sont distingués par leur forme de feuille oblique et par les sinuosités mobiles de leur bord membraneux.
Müller en avait fait des Kolpodes, M. Bory les laissa également dans son genre Kolpode, M. Ehrenberg en a fait des Amphileptes.
Existence d’une rangée de vésicules limpides contenant un suc digestif.
Les Loxophylles vivent dans les eaux stagnantes des fossés, mais non dans les infusions proprement dites,. »

## Habitat et répartition
Les espèces de cette famille ont pu être observées un peu partout sur le globe, dans les eaux douces comme en eaux de mer.

## Liste des genres
Selon GBIF (4 janvier 2023) :
- Kolpoda Müller, 1773
- Loxophyllum Dujardin, 1840[1] nomen nudum. Synonyme : Opisthodon[3]
- Loxophylum idem Loxophyllum
- Siroloxophyllum Foissner & Leipe, 1995

## Systématique
La famille des Loxophyllidae a été créée en 1995 par Wilhelm Foissner et Detlef D. Leipe (d),
.

## Publication originale
- (en) WILHELM FOISSNER et DETLEV LEIPE, « Morphology and Ecology of Siroloxophyllum utriculariae (Penard, 1922) N. G., N. Comb. (Ciliophora, Pleurostomatida) and an Improved Classification of Pleurostomatid Ciliates », Journal of Eukaryotic Microbiology, International Society of Protistologists, vol. 42, no 5,‎ septembre 1995, p. 476-490 (ISSN 1066-5234 et 1550-7408, DOI 10.1111/J.1550-7408.1995.TB05894.X, lire en ligne).